# Iresia
Iresia (лат.) — род жуков-скакунов из подсемейства Cicindelinae (подтриба Iresina).

## Распространение
Встречаются в Неотропике от Мексики до северной Аргентины.

## Описание
Жуки-скакуны мелкого и среднего размера с крупными глазами, стройным телом и длинными ногами. Длина тела от 7,5 до 10 мм. Основная окраска тела металлически зелёная или синяя. Древесные виды, обитают на стволах деревьев на больших высотах свыше 10 метров, поэтому биология их малоизучена.

## Классификация
Включает около 15 видов. Род Iresia выделен в подтрибу Iresina  Rivalier, 1971 в составе трибы Cicindelini.
.

### Список видов
Источник:
- Iresia aureorufa W. Horn, 1909
- Iresia besckii Mannerheim, 1837
- Iresia bimaculata Klug, 1834
- Iresia binotata Klug, 1834
- Iresia boucardii Chevrolat, 1863
- Iresia egregia Chaudoir, 1860
- Iresia lacordairei Dejean, 1831
- Iresia latens Sumlin, 1994
- Iresia mniszechii Chaudoir, 1862
- Iresia opalescens Sumlin, 1999
- Iresia phaedra Sumlin, 1999
- Iresia psyche Sumlin, 1994
- Iresia pulchra Bates, 1881
- Iresia surinamensis Chaudoir, 1862